# Truyện cổ Grimm
Truyện kể gia đình cho trẻ em (tiếng Đức: Kinder- und Hausmärchen) là một tập hợp các truyện cổ tích tiếng Đức lần đầu tiên được xuất bản năm 1812 bởi Anh em nhà Grimm, Jacob và Wilhelm. Bộ truyện này thường được biết tới là Truyện cổ Grimm (tiếng Đức: Grimms Märchen).
Ảnh hưởng của Truyện cổ Grimm rất sâu rộng, được coi là một trong các nền tảng của văn hóa hiện đại phương Tây.
UNESCO chính thức công nhận Truyện cổ Grimm là di sản văn hóa thế giới. Từng được dịch ra 160 thứ tiếng, Truyện cổ Grimm được coi là nguồn cảm hứng bất tận cho các nghệ sĩ hoạt động trong nhiều lĩnh vực nghệ thuật khác nhau như hội họa, âm nhạc và điện ảnh.

## Quá trình hình thành
Hai anh em nhà Grimm bắt đầu sưu tầm các truyện kể dân gian từ khoảng năm 1807 khi nhu cầu tìm hiểu truyện dân gian ở Đức bắt đầu phát triển sau khi Ludwig Achim von Arnim và Clemens Brentano phát hành tuyển tập bài hát dân gian Des Knaben Wunderhorn. Từ năm 1810, hai người bắt đầu thực hiện bộ sưu tập bản thảo truyện dân gian, những tác phẩm này được Jacob và Wilhelm ghi lại bằng cách mời những người kể truyện đến nhà và chép lại những gì họ kể. Trong số những người kể chuyện này không chỉ có những nông dân mà còn có những người thuộc tầng lớp trung lưu và các học giả, những người sở hữu các câu chuyện nghe được từ người hầu của họ, Jacob và Wilhelm còn mời cả những người Huguenot gốc Pháp tới kể những truyện dân gian có nguồn gốc từ quê hương của họ.
Năm 1812, Jacob và Wilhelm Grimm cho xuất bản bộ sưu tập 86 truyện cổ tích Đức trong một cuốn sách mang tựa đề Kinder- und Hausmärchen ("Truyện của trẻ em và gia đình"). Năm 1814 họ cho phát hành tập sách thứ hai với 70 truyện cổ tích, nâng số truyện trong bộ sưu tập lên 156.
Lần xuất bản thứ hai của bộ Kinder- und Hausmärchen từ năm 1819 đến năm 1822 được tăng lên 170 truyện. Tập sách này còn được tái bản thêm 5 lần nữa khi anh em Grimm còn sống, mỗi lần đều có thêm những truyện mới và đến lần xuất bản thứ 7 năm 1857 thì con số đã lên đến 211 truyện. Mọi lần in đều có hình vẽ minh họa bao quát, đầu tiên được vẽ bởi Philipp Grot Johann, sau khi ông ấy mất các hình vẽ minh họa được vẽ bởi Robert Leinweber.
Bên cạnh những lời khen ngợi, tác phẩm của anh em Grimm cũng gặp phải những chỉ trích, một số người cho rằng những truyện cổ tích này không thích hợp cho trẻ em mặc dù tên tập sách là dành cho trẻ em, những người khác lại chỉ trích bộ sách có ngôn ngữ không đủ "chất Đức", cả về thông tin học thuật lẫn chủ đề.
Nhiều sự thay đổi sau các lần ấn bản. Năm 1825, anh em nhà Grimm đã cho xuất bản phiên bản thu nhỏ Kleine Ausgabe, chọn lọc 50 truyện cổ tích dành riêng cho độc giả nhỏ tuổi. Phiên bản của trẻ em này đã đi qua mười phiên bản giữa năm 1825 và năm 1858.

## Danh sách truyện
"KHM" là viết tắt của Kinder- und Hausmärchen, tên gốc. Các xuất bản từ 1812 đến 1857 chia các truyện thành hai tập.

### Tập 1

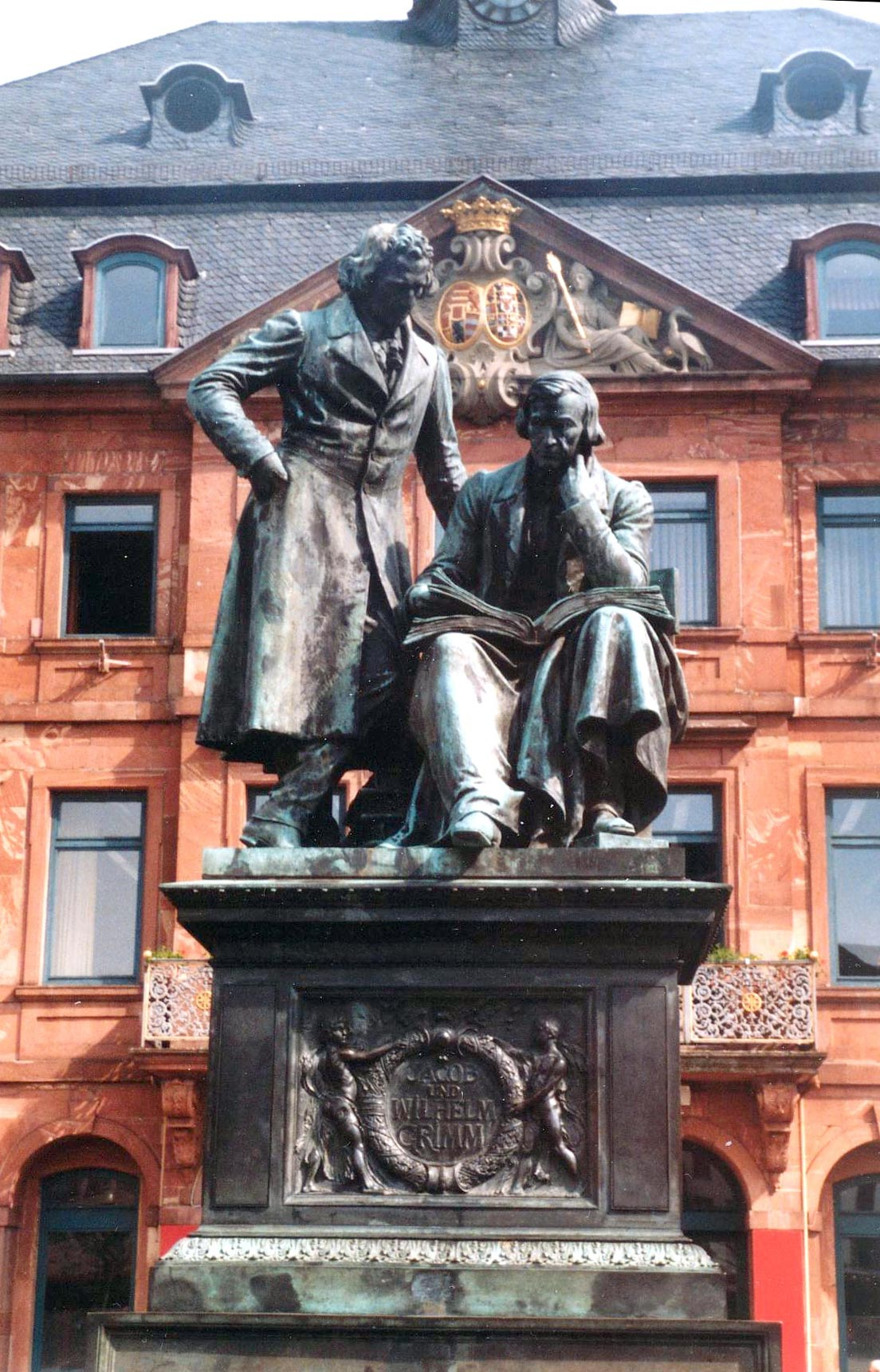
Tượng đài anh em Grimm tại chợ ở Hanau. (Hessen, Đức)

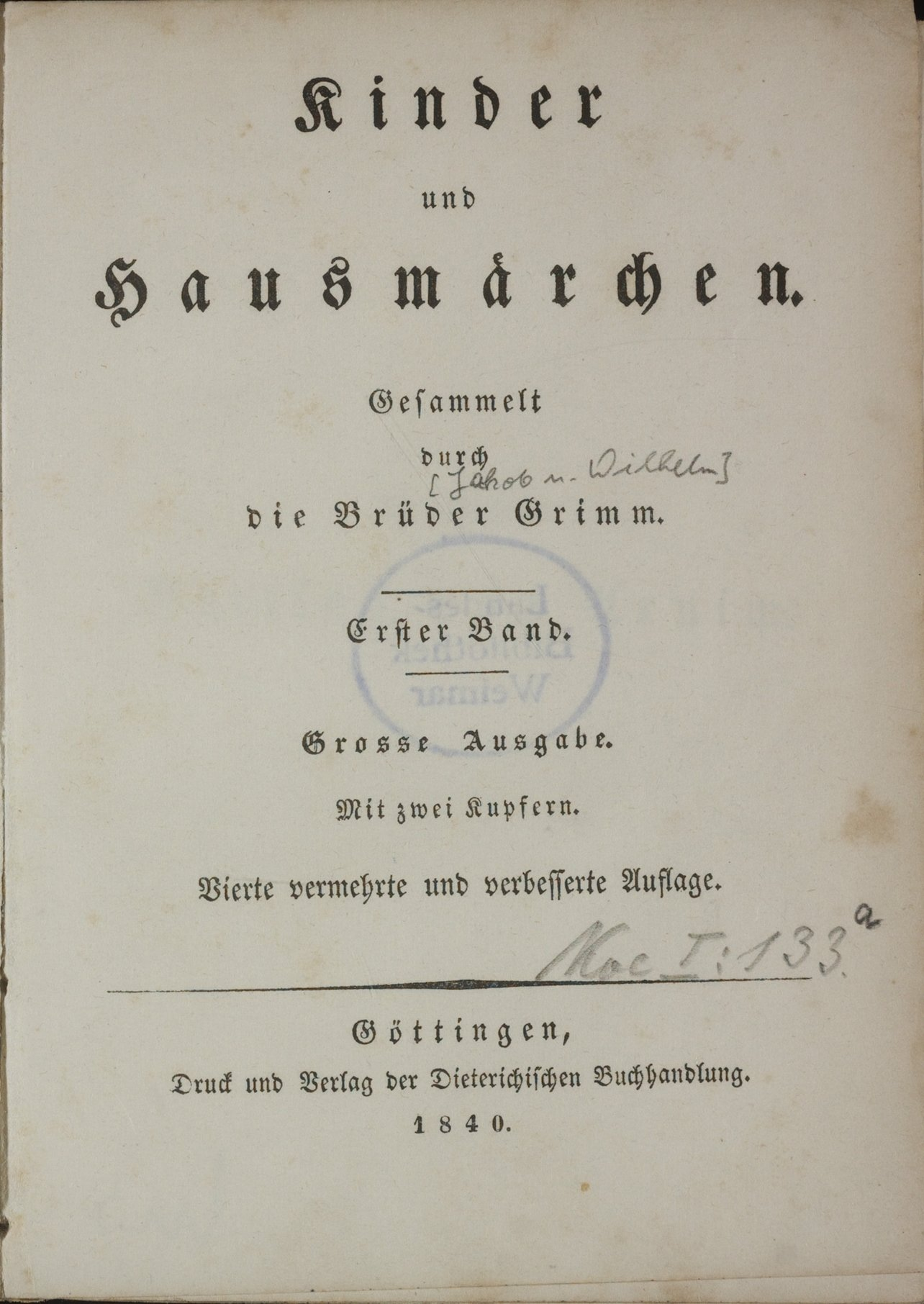
Bìa của Tập 1, xuất bản lần thứ 4 năm 1840

- KHM 1: The Frog King, or Iron Heinrich (Der Froschkönig oder der eiserne Heinrich)
- KHM 2: Cat and Mouse in Partnership (Katze und Maus in Gesellschaft)
- KHM 3: Mary's Child (Marienkind)
- KHM 4: The Story of the Youth Who Went Forth to Learn What Fear Was (Märchen von einem, der auszog das Fürchten zu lernen)
- KHM 5: The Wolf and the Seven Young Kids (Der Wolf und die sieben jungen Geißlein)
- KHM 6: Trusty John or Faithful John (Der treue Johannes)
- KHM 7: The Good Bargain (Der gute Handel)
- KHM 8: The Wonderful Musician or The Strange Musician (Der wunderliche Spielmann)
- KHM 9: The Twelve Brothers (Die zwölf Brüder)
- KHM 10: The Pack of Ragamuffins (Das Lumpengesindel)
- KHM 11: Brother and Sister (Brüderchen und Schwesterchen)
- KHM 12: Rapunzel
- KHM 13: Ba người lùn trong rừng (Die drei Männlein im Walde)
- KHM 14: Ba bà kéo sợi (Die drei Spinnerinnen)
- KHM 15: Hansel và Gretel (Hänsel und Gretel)
- KHM 16: The Three Snake-Leaves (Die drei Schlangenblätter)
- KHM 17: The White Snake (Die weiße Schlange)
- KHM 18: The Straw, the Coal, and the Bean (Strohhalm, Kohle und Bohne)
- KHM 19: Ông lão đánh cá và bà vợ (Von dem Fischer und seiner Frau)
- KHM 20: The Valiant Little Tailor (Das tapfere Schneiderlein)
- KHM 21: Cô bé Lọ Lem (Aschenputtel)
- KHM 22: The Riddle (Das Rätsel)
- KHM 23: The Mouse, the Bird, and the Sausage (Von dem Mäuschen, Vögelchen und der Bratwurst)
- KHM 24: Mother Hulda (Frau Holle)
- KHM 25: Bảy con quạ (Die sieben Raben)
- KHM 26: Cô bé quàng khăn đỏ (Rotkäppchen)
- KHM 27: Town Musicians of Bremen (Die Bremer Stadtmusikanten)
- KHM 28: The Singing Bone (Der singende Knochen)
- KHM 29: The Devil With the Three Golden Hairs (Der Teufel mit den drei goldenen Haaren)
- KHM 30: The Louse and the Flea (Läuschen und Flöhchen)
- KHM 31: The Girl Without Hands (Das Mädchen ohne Hände)
- KHM 32: Clever Hans (Der gescheite Hans)
- KHM 33: The Three Languages (Die drei Sprachen)
- KHM 34: Clever Elsie (Die kluge Else)
- KHM 35: The Tailor in Heaven (Der Schneider im Himmel)
- KHM 36: The Wishing-Table, the Gold-Ass, and the Cudgel in the Sack ("Tischchen deck dich, Goldesel und Knüppel aus dem Sack" also known as "Tischlein, deck dich!")
- KHM 37: Thumbling (Daumling) (see also Tom Thumb)
- KHM 38: The Wedding of Mrs. Fox (Die Hochzeit der Frau Füchsin)
- KHM 39: The Elves (Die Wichtelmänner)
  - The Elves and the Shoemaker (Erstes Märchen)
  - Second Story (Zweites Märchen)
  - Third Story (Drittes Märchen)
- KHM 40: The Robber Bridegroom (Der Räuberbräutigam)
- KHM 41: Herr Korbes
- KHM 42: The Godfather (Der Herr Gevatter)
- KHM 43: Frau Trude
- KHM 44: Godfather Death (Der Gevatter Tod)
- KHM 45: Thumbling's Travels (see also Tom Thumb) (Daumerlings Wanderschaft)
- KHM 46: Fitcher's Bird (Fitchers Vogel)
- KHM 47: The Juniper Tree (Von dem Machandelboom)
- KHM 48: Old Sultan (Der alte Sultan)
- KHM 49: The Six Swans (Die sechs Schwäne)
- KHM 50: Người đẹp ngủ trong rừng (Dornröschen)
- KHM 51: Foundling-Bird (Fundevogel)
- KHM 52: King Thrushbeard (König Drosselbart)
- KHM 53: Nàng Bạch Tuyết và bảy chú lùn (Schneewittchen)
- KHM 54: The Knapsack, the Hat, and the Horn (Der Ranzen, das Hütlein und das Hörnlein)
- KHM 55: Rumpelstiltskin (Rumpelstilzchen)
- KHM 56: Sweetheart Roland (Der Liebste Roland)
- KHM 57: The Golden Bird (Der goldene Vogel)
- KHM 58: The Dog and the Sparrow (Der Hund und der Sperling)
- KHM 59: Frederick and Catherine (Der Frieder und das Katherlieschen)
- KHM 60: The Two Brothers (Die zwei Brüder)
- KHM 61: The Little Peasant (Das Bürle)
- KHM 62: The Queen Bee (Die Bienenkönigin)
- KHM 63: The Three Feathers (Die drei Federn)
- KHM 64: Con ngỗng vàng (Die goldene Gans)
- KHM 65: All-Kinds-of-Fur (Allerleirauh)
- KHM 66: The Hare's Bride (Häschenbraut)
- KHM 67: The Twelve Huntsmen (Die zwölf Jäger)
- KHM 68: The Thief and His Master (De Gaudeif un sien Meester)
- KHM 69: Jorinde and Joringel (Jorinde und Joringel)
- KHM 70: Ba anh em và gia tài (Die drei Glückskinder)
- KHM 71: How Six Men got on in the World (Sechse kommen durch die ganze Welt)
- KHM 72: The Wolf and the Man (Der Wolf und der Mensch)
- KHM 73: The Wolf and the Fox (Der Wolf und der Fuchs)
- KHM 74: Gossip Wolf and the Fox (Der Fuchs und die Frau Gevatterin)
- KHM 75: The Fox and the Cat (Der Fuchs und die Katze)
- KHM 76: The Pink (Die Nelke)
- KHM 77: Clever Gretel (Die kluge Gretel)
- KHM 78: The Old Man and his Grandson (Der alte Großvater und der Enkel)
- KHM 79: The Water Nixie (Die Wassernixe)
- KHM 80: The Death of the Little Hen (Von dem Tode des Hühnchens)
- KHM 81: Brother Lustig (Bruder Lustig)
- KHM 82: Gambling Hansel (De Spielhansl)
- KHM 83: Hans in Luck (Hans im Glück)
- KHM 84: Hans Married (Hans heiratet)
- KHM 85: The Gold-Children (Die Goldkinder)
- KHM 86: The Fox and the Geese (Der Fuchs und die Gänse)

### Tập 2

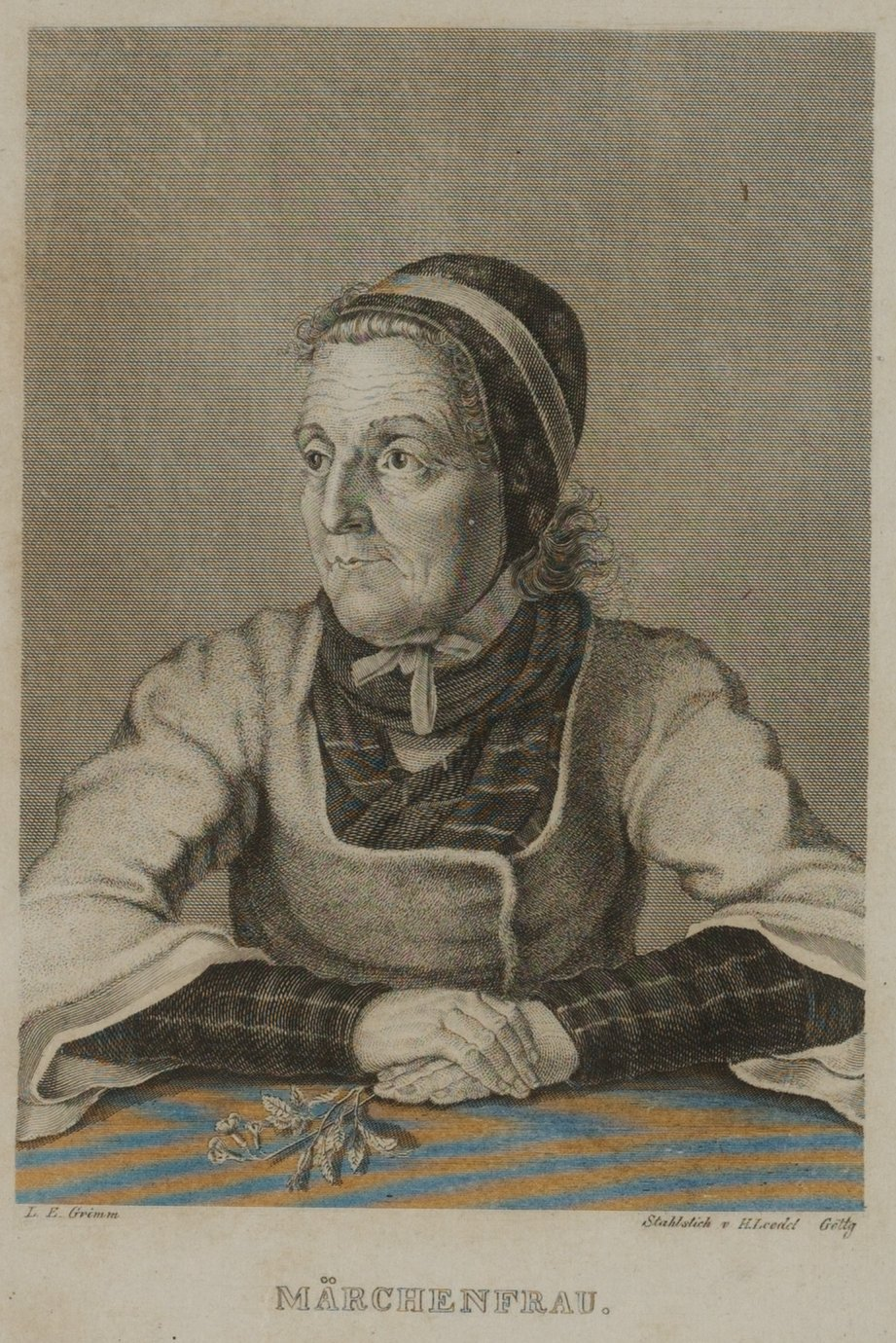
Trang bìa được sử dụng cho tập thứ hai của ấn bản lần thứ 4 năm 1840

- KHM 87: The Poor Man and the Rich Man (Der Arme und der Reiche)
- KHM 88: The Singing, Springing Lark (Das singende springende Löweneckerchen)
- KHM 89: The Goose Girl (Die Gänsemagd)
- KHM 90: The Young Giant (Der junge Riese)
- KHM 91: The Gnome (Dat Erdmänneken)
- KHM 92: The King of the Gold Mountain (Der König vom goldenen Berg)
- KHM 93: The Raven (Die Raben)
- KHM 94: The Peasant's Wise Daughter (Die kluge Bauerntochter)
- KHM 95: Old Hildebrand (Der alte Hildebrand)
- KHM 96: The Three Little Birds (De drei Vügelkens)
- KHM 97: The Water of Life (Das Wasser des Lebens)
- KHM 98: Doctor Know-all (Doktor Allwissend)
- KHM 99: The Spirit in the Bottle (Der Geist im Glas)
- KHM 100: The Devil's Sooty Brother (Des Teufels rußiger Bruder)
- KHM 101: Bearskin (Bärenhäuter)
- KHM 102: The Willow-Wren and the Bear (Der Zaunkönig und der Bär)
- KHM 103: Sweet Porridge (Der süße Brei)
- KHM 104: Wise Folks (Die klugen Leute)
- KHM 105: Tales of the Paddock (Märchen von der Unke)
- KHM 106: The Poor Miller's Boy and the Cat (Der arme Müllersbursch und das Kätzchen)
- KHM 107: The Two Travelers (Die beiden Wanderer)
- KHM 108: Hans My Hedgehog (Hans mein Igel)
- KHM 109: The Shroud (Das Totenhemdchen)
- KHM 110: The Jew Among Thorns (Der Jude im Dorn)
- KHM 111: The Skillful Huntsman (Der gelernte Jäger)
- KHM 112: The Flail from Heaven (Der Dreschflegel vom Himmel)
- KHM 113: The Two Kings' Children (Die beiden Königskinder)
- KHM 114: The Clever Little Tailor (vom klugen Schneiderlein)
- KHM 115: The Bright Sun Brings it to Light (Die klare Sonne bringt's an den Tag)
- KHM 116: The Blue Light (Das blaue Licht)
- KHM 117: The Willful Child (Das eigensinnige Kind)
- KHM 118: The Three Army Surgeons (Die drei Feldscherer)
- KHM 119: The Seven Swabians (Die sieben Schwaben)
- KHM 120: The Three Apprentices (Die drei Handwerksburschen)
- KHM 121: The King's Son Who Feared Nothing (Der Königssohn, der sich vor nichts fürchtete)
- KHM 122: Donkey Cabbages (Der Krautesel)
- KHM 123: The Old Woman in the Wood (Die alte im Wald)
- KHM 124: The Three Brothers (Die drei Brüder)
- KHM 125: The Devil and His Grandmother (Der Teufel und seine Großmutter)
- KHM 126: Ferdinand the Faithful and Ferdinand the Unfaithful (Ferenand getrü und Ferenand ungetrü)
- KHM 127: The Iron Stove (Der Eisenofen)
- KHM 128: The Lazy Spinner (Die faule Spinnerin)
- KHM 129: The Four Skillful Brothers (Die vier kunstreichen Brüder)
- KHM 130: One-Eye, Two-Eyes, and Three-Eyes (Einäuglein, Zweiäuglein und Dreiäuglein)
- KHM 131: Fair Katrinelje and Pif-Paf-Poltrie (Die schöne Katrinelje und Pif Paf Poltrie)
- KHM 132: The Fox and the Horse (Der Fuchs und das Pferd)
- KHM 133: The Shoes that were Danced to Pieces (Die zertanzten Schuhe)
- KHM 134: The Six Servants (Die sechs Diener)
- KHM 135: The White and the Black Bride (Die weiße und die schwarze Braut)
- KHM 136: Iron John (Eisenhans)
- KHM 137: The Three Black Princesses (De drei schwatten Prinzessinnen)
- KHM 138: Knoist and his Three Sons (Knoist un sine dre Sühne)
- KHM 139: The Maid of Brakel (Dat Mäken von Brakel)
- KHM 140: My Household (Das Hausgesinde)
- KHM 141: The Lambkin and the Little Fish (Das Lämmchen und das Fischchen)
- KHM 142: Simeli Mountain (Simeliberg)
- KHM 143: Going a Traveling (Up Reisen gohn) appeared in the 1819 edition
  - KHM 143 in the 1812/1815 edition was Die Kinder in Hungersnot (the starving children)
- KHM 144: The Donkey (Das Eselein)
- KHM 145: The Ungrateful Son (Der undankbare Sohn)
- KHM 146: The Turnip (Die Rübe)
- KHM 147: The Old Man Made Young Again (Das junggeglühte Männlein)
- KHM 148: The Lord's Animals and the Devil's (Des Herrn und des Teufels Getier)
- KHM 149: The Beam (Der Hahnenbalken)
- KHM 150: The Old Beggar-Woman (Die alte Bettelfrau)
- KHM 151: The Twelve Idle Servants (Die zwölf faulen Knechte)
- KHM 151: The Three Sluggards (Die drei Faulen)
- KHM 152: The Shepherd Boy (Das Hirtenbüblein)
- KHM 153: The Star Money (Die Sterntaler)
- KHM 154: The Stolen Farthings (Der gestohlene Heller)
- KHM 155: Looking for a Bride (Die Brautschau)
- KHM 156: The Hurds (Die Schlickerlinge)
- KHM 157: The Sparrow and his Four Children (Der Sperling und seine vier Kinder)
- KHM 158: The Story of Schlauraffen Land (Das Märchen vom Schlaraffenland)
- KHM 159: The Ditmars Tale of Wonders (Das dietmarsische Lügenmärchen)
- KHM 160: A Riddling Tale (Rätselmärchen)
- KHM 161: Bạch Tuyết và Hồng Hoa (Schneeweißchen und Rosenrot)
- KHM 162: The Wise Servant (Der kluge Knecht)
- KHM 163: The Glass Coffin (Der gläserne Sarg)
- KHM 164: Lazy Henry (Der faule Heinz)
- KHM 165: The Griffin (Der Vogel Greif)
- KHM 166: Strong Hans (Der starke Hans)
- KHM 167: The Peasant in Heaven (Das Bürli im Himmel)
- KHM 168: Lean Lisa (Die hagere Liese)
- KHM 169: The Hut in the Forest (Das Waldhaus)
- KHM 170: Sharing Joy and Sorrow (Lieb und Leid teilen)
- KHM 171: The Willow-Worn (Der Zaunkönig)
- KHM 172: The Sole (Die Scholle)
- KHM 173: The Bittern and the Hoopoe (Rohrdommel und Wiedehopf)
- KHM 174: The Owl (Die Eule)
- KHM 175: The Moon (Der Mond)
- KHM 176: The Duration of Life (Die Lebenszeit)
- KHM 177: Death's Messengers (Die Boten des Todes)
- KHM 178: Master Pfreim (Meister Pfriem)
- KHM 179: The Goose-Girl at the Well (Die Gänsehirtin am Brunnen)
- KHM 180: Eve's Various Children (Die ungleichen Kinder Evas)
- KHM 181: The Nixie of the Mill-Pond (Die Nixe im Teich)
- KHM 182: The Little Folk's Presents (Die Geschenke des kleinen Volkes)
- KHM 183: The Giant and the Tailor (Der Riese und der Schneider)
- KHM 184: The Nail (Der Nagel)
- KHM 185: The Poor Boy in the Grave (Der arme Junge im Grab)
- KHM 186: The True Bride (Die wahre Braut)
- KHM 187: The Hare and the Hedgehog (Der Hase und der Igel)
- KHM 188: Spindle, Shuttle, and Needle (Spindel, Weberschiffchen und Nadel)
- KHM 189: The Peasant and the Devil (Der Bauer und der Teufel)
- KHM 190: The Crumbs on the Table (Die Brosamen auf dem Tisch)
- KHM 191: The Sea-Hare (Das Meerhäschen)
- KHM 192: The Master Thief (Der Meisterdieb)
- KHM 193: The Drummer (Der Trommler)
- KHM 194: The Ear of Corn (Die Kornähre)
- KHM 195: The Grave-Mound (Der Grabhügel)
- KHM 196: Old Rinkrank (Oll Rinkrank)
- KHM 197: The Crystal Ball (Die Kristallkugel)
- KHM 198: Maid Maleen (Jungfrau Maleen)
- KHM 199: The Boots of Buffalo Leather (Der Stiefel von Büffelleder)
- KHM 200: The Golden Key (Der goldene Schlüssel)

Phần Huyền thoại của trẻ con (Kinder-legende) xuất hiện lần đầu trong phiên bản năm 1819 cuối tập 2).
- KHM 201: Saint Joseph in the Forest (Der heilige Joseph im Walde)
- KHM 202: The Twelve Apostles (Die zwölf Apostel)
- KHM 203: The Rose (Die Rose)
- KHM 204: Poverty and Humility Lead to Heaven (Armut und Demut führen zum Himmel)
- KHM 205: God's Food (Gottes Speise)
- KHM 206: The Three Green Twigs (Die drei grünen Zweige)
- KHM 207: The Blessed Virgin's Little Glass (Muttergottesgläschen) or Our Lady's Little Glass
- KHM 208: The Little Old Lady (Das alte Mütterchen) or The Aged Mother
- KHM 209: The Heavenly Marriage (Die himmlische Hochzeit) or The Heavenly Wedding
- KHM 210: The Hazel Branch (Die Haselrute)

## Các truyện bị loại ra ở lần xuất bản gần đây nhất
- Người thợ xay bột và yêu tinh
- Lão râu xanh
- Ba chị em gái
- Công chúa và hạt đậu
- Kẻ lười biếng và người siêng năng
- Mèo đi hia
- Cái nùi giẻ tốt
- Cánh tay với con dao
- Sư tử và ếch
- Hans Dumm
- Thánh nữ Kummernis
- Hurleburlebutz
- Câu chuyện con quạ
- Tòa thành Murder
- Câu chuyện Okerlo
- Làn da công nương chuột
- Tướng cướp và con trai
- Những bông hoa tuyết
- Người lính và người thợ mộc
- Cái chết và người chăn ngỗng
- Những con vật trung thành
- Sự bất hạnh
- Chuyện Hoàng tử Johannes
- Người thợ mộc và thợ tiện
- Chuyện chim sơn ca và con sâu
- Từ khăn ăn, ba lô, mũ đại bác và sừng
- Trẻ em chơi đánh trận với nhau như thế nào?
- Gã hoang dã
- Nhà hàng lạ